# Etienne Schneider
Etienne Schneider (phát âm tiếng Luxembourg: [ˈʃnɑɪ̯dɐ]; sinh ngày 29 tháng 1 năm 1971) là một chính khách và nhà kinh tế người Luxembourg của Đảng Công nhân Xã hội chủ nghĩa Luxembourg (LSAP). Ông là một ủy viên hội đồng thành phố tại Kayl từ năm 1995 đến 2005, và từ năm 1997 đến 2004, ông là tổng thư ký của nhóm nghị sĩ của LSAP tại Quốc hội. Ông được bầu làm người đầu tiên của đô thị Kayl vào năm 2005, một nhiệm vụ mà ông đã tổ chức cho đến tháng 5 năm 2010. Schneider được bổ nhiệm làm Bộ trưởng Kinh tế và Ngoại thương vào ngày 1 tháng 2 năm 2012. Trong chính phủ được thành lập sau cuộc tổng tuyển cử Luxembourg năm 2013, ông là Phó Thủ tướng và Bộ trưởng Bộ Kinh tế.  Ông tiếp tục nắm giữ các văn phòng này sau cuộc tổng tuyển cử tại Luxembourg năm 2018, nơi ông cũng trở thành bộ trưởng y tế.  Từ năm 2013 đến 2018, ông giữ chức Bộ trưởng Bộ Quốc phòng. Sau cuộc tổng tuyển cử Luxembourg 2018, ông trở thành chính khách đồng tính công khai đầu tiên được tái đắc cử cho chức vụ thứ trưởng.

## Tiểu sử
Sinh ra ở Dudelange, Schneider đã hoàn thành chương trình học cấp hai tại Lycée Technique d'Esch-sur-Alzette trước khi học tại Trường Quản lý ICHEC Brussels và tại Đại học Greenwich, London, nơi ông tốt nghiệp ngành kinh doanh và tài chính năm 1995.
Năm 1995, Schneider trở thành ủy viên hội đồng ở Kayl, một bài đăng ông duy trì cho đến năm 2005, sau đó trở thành người đầu tiên cho đến năm 2010. Năm 1997, ông được bổ nhiệm làm tổng thư ký của Đảng Công nhân Xã hội chủ nghĩa Luxembourg (LSAP) cho đến khi ông trở thành chủ tịch hội đồng quản trị của công ty điện lực Cegedel, sau đó trở thành chủ tịch và Giám đốc điều hành của công ty năng lượng Đức, Enovos (một công ty lưới điện), việc tạo ra nó cũng được ghi nhận cho ông. Schneider cũng là trợ lý nghiên cứu tại Nghị viện châu Âu tại Brussels từ năm 1995 đến 1996. Trong cuộc bầu cử thành phố Kayl năm 2005, ông được bầu làm ủy viên đầu tiên của đô thị mà ông đã chiếm giữ đến tháng 5 năm 2010. Trong năm 1997, ông làm việc tại Brussels với tư cách là người lãnh đạo dự án với NATO. Năm 2010, ông cũng trở thành chủ tịch và giám đốc điều hành của Société Nationale de Crédit et d'Investissement của Luxembourg nhưng đã từ chức tất cả các cuộc hẹn kinh doanh khi ông trở thành Bộ trưởng Bộ Kinh tế và Ngoại thương vào tháng 2 năm 2012, thay thế Jeannot Krecké. Trong khả năng này, ông cũng đồng chủ trì Ủy ban nghiên cứu và đổi mới. Nhiệm vụ của ông là bộ trưởng liên quan đến nghiên cứu khu vực tư nhân và thực hiện dự luật ngày 5 tháng 6 năm 2009 liên quan đến hỗ trợ trong lĩnh vực nghiên cứu.
Sau cuộc bầu cử lập pháp ngày 20 tháng 10 năm 2013, Étienne Schneider được bổ nhiệm làm Phó Thủ tướng, Bộ trưởng Bộ Kinh tế, Bộ trưởng Bộ An ninh Nội bộ và Bộ trưởng Bộ Quốc phòng vào ngày 4 tháng 12 năm 2013 trong chính phủ liên minh do Đảng Dân chủ (DP), LSAP và  Đảng Xanh (déi gréng).
Sau cuộc bầu cử lập pháp ngày 14 tháng 10 năm 2018, Étienne Schneider được bổ nhiệm làm Phó Thủ tướng, Bộ trưởng Bộ Kinh tế và Bộ trưởng Bộ Y tế vào ngày 5 tháng 12 năm 2018 trong chính phủ liên minh do DP, LSAP và déi gréng thành lập.
Ông là người đồng tính công khai, và kết hôn với chồng Jérôme Domange vào năm 2016.
Như Bộ trưởng Bộ Kinh tế Schneider đã bày tỏ sự ủng hộ đối với chương trình không gian hiện đang diễn ra để khai thác các tiểu hành tinh gần Trái Đất trong một tuyên bố, cũng đề cập đến lợi ích môi trường để khai thác ngoài Trái Đất.
Ông tiếp tục nắm giữ các văn phòng này sau cuộc tổng tuyển cử Luxembourg 2018, nơi ông cũng trở thành bộ trưởng y tế.  Từ năm 2013 đến 2018, ông giữ chức Bộ trưởng Bộ Quốc phòng. Sau cuộc tổng tuyển cử Luxembourg 2018, ông trở thành chính khách đồng tính công khai đầu tiên được tái đắc cử cho chức vụ thứ trưởng.